# Iridana exquisita
Iridana exquisita is een vlinder uit de familie Lycaenidae. De wetenschappelijke naam van de soort is, als Iris exquisita, voor het eerst geldig gepubliceerd in 1898 door Henley Grose-Smith.